# Polyplectropus umbonatus
Polyplectropus umbonatus är en nattsländeart som beskrevs av Arturs Neboiss 1989. Polyplectropus umbonatus ingår i släktet Polyplectropus och familjen fångstnätnattsländor. Inga underarter finns listade i Catalogue of Life.